# 罗克韦尔柯林斯
罗克韦尔柯林斯（Rockwell Collins, Inc.）是美国一家大型的国际化公司，主要提供航空电子、資訊系统等。该公司最初为1933年成立的柯林斯无线电公司，在1973年因财务困难被罗克韦尔国际收购。2001年，罗克韦尔国际行航空电子部门被拆分出来，成为罗克韦尔柯林斯公司。
2017年9月5日，聯合技術公司以每股93.33美元現金和價值46.67美元的联合技術股票，合共每股140美元，斥資230億美元收購同業羅克韋爾柯林斯（Rockwell Collins）。若計入淨債務，交易價值高達300億美元。交易完成后，羅克韋爾柯林斯與聯合技術公司的航空系统部門将合併成為一家名為“柯林斯航太”的新公司。2018年11月27日，公司合并完成，罗克韦尔柯林斯被新的柯林斯航太公司取代。

## 历史
亚瑟·柯林斯于1933年创建了柯林斯无线电公司（Collins Radio Company），设计和生产短波无线电设备和应对迅速发展的调频广播工业的设备。
战后，特别是冷战期间。

### 罗克韦尔柯林斯
面临财务困难之后，1973年柯林斯无线电公司被罗克韦尔国际收购。2001年，罗克韦尔国际的航空电子部门被分拆构成现在的罗克韦尔柯林斯。罗克韦尔柯林斯高度专注于防务和商用航空电子方面。

## 先进技术中心
先进技术中心是罗克韦尔柯林斯中最大的部门，专注于研究和开发。该中心包含数个子领域：嵌入式信息系统、先进无线电系统、通信和导航系统。
公司中其他突出的部门有：显示系统、飞行控制、飞机模拟和导航系统。